# Salons (Diderot)
Pour les articles homonymes, voir Salon.

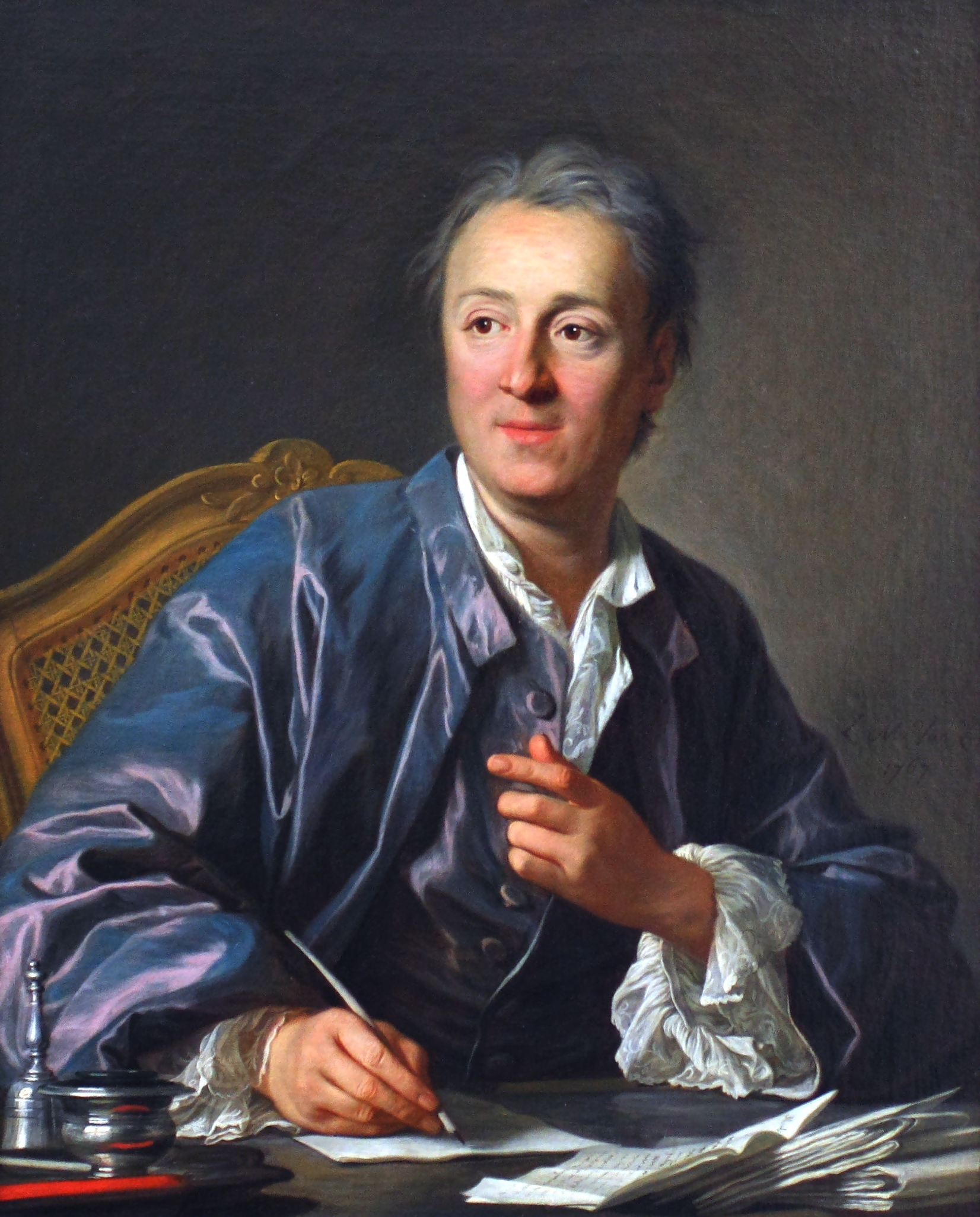
Denis Diderot par Van Loo, 1767

Les Salons sont les comptes rendus, rédigés par Denis Diderot, des Expositions organisées tous les deux ans par l'Académie royale de peinture et de sculpture dans le Salon Carré du Louvre entre 1759 et 1781.
Ils ont été commandés à Diderot et diffusés par Frédéric Melchior Grimm dans son journal, la Correspondance littéraire.
On a parfois considéré que ces comptes rendus marquaient la naissance de la critique d'art comme genre littéraire : si Diderot n'est ni le seul, ni le premier à avoir rédigé de tels comptes rendus, il est sans aucun doute le plus brillant.

## Contexte
Lors de la création de l'Académie royale de peinture, il est prévu dans ses statuts que les académiciens devront exposer, publiquement et gratuitement, chaque année au Palais du Louvre un échantillon de leur production artistique. Les premières années, la périodicité des expositions est quelque peu irrégulière, d'autant que l'ancienne Académie de Saint-Luc continue d'organiser ses propres expositions. À partir de 1725, le Salon carré devient le lieu de l'exposition ; à partir de 1751, le rythme d'une exposition tous les deux ans s'impose.
L'exposition se tenant désormais toujours dans la pièce unique du Salon carré, au premier étage du Louvre, elle prend le nom de Salon, et ses comptes rendus, de Salons. Les Salons connaissent un succès grandissant auprès du public, comme en témoigne le tirage croissant des Livrets mis en vente par l'Académie, qui permettaient, à partir des numéros des tableaux, de retrouver leur auteur, leurs dimensions, leur sujet.
Frédéric Melchior Grimm va jouer un rôle essentiel dans la genèse des Salons de Diderot. L'amant de Mme d'Épinay, fraîchement arrivé d'Allemagne, cherche à se faire un nom et à se constituer un réseau. Il a l'idée géniale de créer une revue manuscrite, la Correspondance littéraire : il fait recopier chaque numéro pour chaque abonné à la main ; le numéro est donc expédié comme correspondance privée et échappe par là à la censure à laquelle sont soumis tous les imprimés. Le contenu de la Correspondance littéraire est essentiellement littéraire et théâtral : il s'agit avant tout de rendre compte de la vie culturelle parisienne, qui est intense alors et passionne l'Europe. Les abonnés sont les princes des principales cours d'Europe de l'est et du nord, qui lisent parfaitement le français et sont friands de ce genre de nouveautés. À partir de 1753, tenant compte du succès grandissant des Salons et de l'apparition de comptes rendus dans l'ensemble de la presse imprimée, Grimm propose à son tour un compte rendu des Salons aux abonnés de sa Correspondance littéraire. C'est donc Grimm qui rédige les premiers comptes rendus.

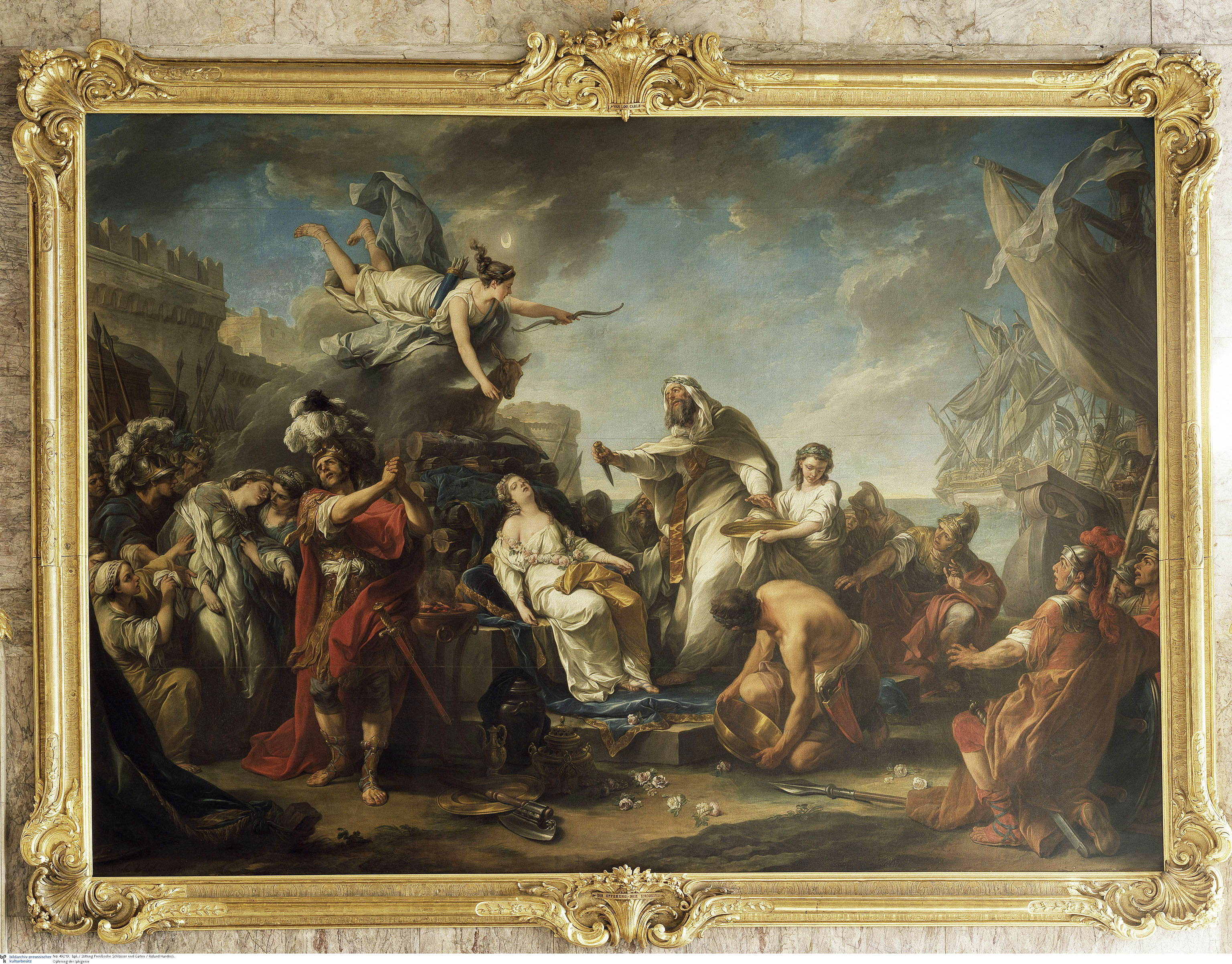
Carle Vanloo, Le Sacrifice d'Iphigénie, 1757, huile sur toile,, Berlin, Staatliche Schlösser und Gärten, Château de Potsdam-Sans Souci, Nouveau Palais, GKI5230

En 1757, Grimm s'attarde sur un tableau du Salon, Le Sacrifice d’Iphigénie de Carle Vanloo, qui fait débat dans le public : rompant avec une tradition multilséculaire, Vanloo n'a pas voilé le visage d'Agamemnon assistant au sacrifice de sa propre fille… ! Habilement, Grimm amène Diderot devant le tableau et l'engage à prendre part au débat. Il rapporte à ses abonnés l'avis de Diderot, qui propose de donner un rôle clef dans cette scène à Ulysse : « M. Diderot aurait voulu le voir embrasser Agamemnon dans ce moment terrible, pour lui dérober par ce mouvement de pitié l’horreur du spectacle. Cela aurait été admirablement dans le caractère d’Ulysse. Je ne sais si l’effet d’une pensée aussi déliée aurait été assez frappant en peinture. »
Grimm a déjà sollicité à plusieurs reprises Diderot pour des comptes rendus de lecture. Il aimerait le voir se charger de cette rubrique « Salons » de sa Correspondance littéraire, avec toute la verve et la faconde qu'on lui connaît, mais aussi avec la liberté de jugement que garantissent le caractère manuscrit de la Correspondance littéraire et l'éloignement des abonnés. La culture artistique de Diderot est à cette époque limitée et essentiellement livresque, et le travail quelque peu ingrat. Mais Diderot a connu plusieurs revers : arrêt de la publication de l'Encyclopédie, échec de ses deux pièces de théâtre, Le Fils naturel et Le Père de famille (1757, 1758).
En 1759, Diderot se lance et propose son premier compte rendu, qui est encore modeste. Pris au jeu, Diderot rédigera en tout neuf Salons de 1759 à 1781. Ses connaissances théoriques et techniques, sa culture artistique se développent de Salon en Salon, sa mémoire s'exerce, lui permettant bientôt de décrire dans le détail, de retour chez lui, des centaines d'œuvres qu'il n'a plus sous les yeux, avec pour seule aide son livret agrémenté de quelques notes. De quelques pages en 1759, les Salons, avec leurs célèbres digressions, occupent en 1765 et en 1767 plusieurs centaines de pages ; Grimm feint de s'effrayer : Diderot va le ruiner en copie ! Mais c'est le succès : les Salons auront joué un rôle décisif dans le lancement et la notoriété de la Correspondance littéraire.
À partir de 1769, les Salons sont plus brefs, Diderot y consacre moins de temps : sa réputation est faite, l’Encyclopédie a finalement été publiée, il peut se consacrer à son œuvre proprement philosophique et politique, dont on trouve d'ailleurs souvent l'embryon dès les Salons.

## Composition
Diderot suit l'ordre du Livret, qui regroupe les œuvres par artiste et classe les artistes par métier (peinture, gravure, sculpture) puis par position hiérarchique au sein de l'Académie (professeurs, puis simples académiciens, puis artistes agréés).
En principe Diderot décrit chaque œuvre (en fait, il sélectionne, regroupe… et va plus vite pour certaines que pour d'autres). C'est le terme qu'il emploie du moins pour qualifier ses comptes rendus. Mais le terme « description » ne recouvre pas la même pratique, ni la même conception au 18e siècle que ce que nous entendons par description aujourd'hui : c'est un terme scientifique, que Diderot a pratiqué et vu pratiquer dans l'Encyclopédie, pour décrire des métiers, des techniques, des espèces botaniques et animales. Rien de spécifiquement littéraire dans la description, qui constitue un acte de recherche : dans les Salons, il n'y a pas de frontière nette entre description et jugement.
L'écueil d'une description systématique est la monotonie : Diderot fait preuve d'ingéniosité pour y échapper : dans le Salon de 1765, il prétend ne pas avoir vu le Corésus et Callirhoé de Fragonard, qui avait attiré les foules ; mais il a fait un rêve, dans lequel le film du Corésus était projeté sur le mur de la caverne platonicienne… Dans le Salon de 1767, ce sont les paysages de Vernet qu'il n'a pas vus… Il est allé à la campagne où, se promenant avec un abbé philosophe, il va de site en site, qui sont autant de tableaux de Vernet ! Ces deux textes sont connus comme « L'Antre de Platon » et « La Promenade Vernet ».

### Genre épistolaire, écriture dialogique, ébauche
En 1759, Diderot prend le relai de Grimm et rend compte de sa visite de l'exposition sous la forme d'une lettre, qu'il adresse à son ami. Le manuscrit, conservé à la Bibliothèque nationale de France, nous révèle que le Salon de 1759 ne constitue pas même une lettre autonome : il constitue une partie d'une lettre à Grimm. Diderot présente son texte comme un brouillon, comme du matériau qu'il donne à exploiter à Grimm, qui devra produire le texte fini :

« Voici à peu près ce que vous m’avez demandé. Je souhaite que vous puissiez en tirer parti »

— Ouverture du Salon de 1759.
Grimm se gardera bien entendu de réécrire le texte de Diderot, qui est la plume de son journal ! Cependant la fiction de cette écriture à quatre mains est maintenue tout au long des Salons. Grimm ajoute parfois des commentaires, qui sont marqués d'une astérisque dans la marge (ces ajouts ont malheureusement été supprimés de presque toutes les éditions contemporaines à l'exception de celle de R. Lewinter pour le Club français du livre), et Diderot va jusqu'à inventer des dialogues avec son ami, par exemple à la fin de "L'Antre de Platon". Au-delà de ce dialogue avec Grimm, Diderot use volontiers du dialogue (c'est une tendance constante de son style), soit qu'il interpelle l'artiste (« Monsieur Bachelier, croyez-moi, revenez à vos tulipes », Salon de 1759), soit qu'il s'adresse aux personnages du tableau (« Mais, petite, votre douleur est bien profonde, bien réfléchie ! », à la Jeune fille qui pleure son oiseau mort de Greuze, dans le Salon de 1765), soit qu'il rende compte d'une visite accompagné.

La lettre conserve ainsi le ton très libre, mais aussi l'intimité de la discussion privée. Elle favorise le style de l'ébauche et donne au lecteur l'impression d'entrer dans la fabrique de la création (dans le même ordre d'idées, dans le Salon de 1767, à l'article Robert, Diderot fait l'éloge de l'esquisse) : 

« Voici, mon ami, les idées qui m’ont passé par la tête à la vue des tableaux qu’on a exposés cette année au Salon. Je les jette sur le papier, sans me soucier ni de les trier ni de les écrire. Il y en aura de vraies, il y en aura de fausses. Tantôt vous me trouverez trop sévère, tantôt trop indulgent. Je condamnerai peut-être où vous approuveriez ; je ferai grâce où vous condamneriez ; vous exigerez encore où je serai content. Peu m’importe. La seule chose que j’ai à cœur, c’est de vous épargner quelques instants que vous emploierez mieux, dussiez-vous les passer au milieu de vos canards et de vos dindons. »

— Ouverture du Salon de 1761.
On voit ici quelle est la fonction de l'ébauche : elle assure la transition de la description au jugement, de l'effet immédiat de l'œuvre à la théorisation esthétique.

### Des descriptions en l'absence d'images
Diderot doit évoquer par la seule écriture des tableaux, des sculptures que les abonnés de la Correspondance littéraire ne verront pas. Le journal n'est pas imprimé ; a fortiori il n'est pas illustré, au grand regret de Diderot (préambule du Salon de 1767). Tout le problème de l'écriture du philosophe réside dans ce paradoxe, cette contrainte évidente. Dans le Salon de 1763, son écriture s'affine et porte les traces de ce que deviendra, après lui, la critique d'art, c'est-à-dire le jugement d'un homme éclairé qui s'érige en censeur du goût. Dès le départ, les Salons se démarquent ; ce n'est pas un livret qui catalogue les œuvres en présence et fourni un texte explicatif. Il y a un choix, un tri opéré par l'auteur. Dans ce sens, l'interprétation d'une visée didactique est à exclure, il faut se pencher sur la forme et les procédés d'un discours implicitement épidictique. Les stratégies utilisées seront une forme de narration qui le place lui-même comme personnage dont les sentiments et les réactions sont décrites sur le vif, la conception d'un art qui imite la nature et finalement la mise en relief de l'école "Moderne" singularisée par une mise à distance vis-à-vis des "Anciens" dans un but commun, rendre vivant la visite et faire figurer aux yeux du lecteur, les pièces de l'exposition: "De l'image naît le texte.

### L'expérience de la visite
Une caractéristique du ton des Salons est la modalité exclamative ; Diderot en use pour transmettre ses impressions et permettre au lecteur de vivre la visite, à ses côtés, à travers la spontanéité de ses émotions.
À propos de Vernet, par exemple : « Quelle immense variété de scènes et de figures ! Quelles eaux ! Quels ciels ! Quelle vérité ! Quelle magie ! Quel effet ! ».
De telle sorte que l'idée d'une ekphrasis, avec l'utilisation de verbes d'action plutôt que de descriptions, concernant certains tableaux s'installe tant l'expérience décrite se rapproche d'une narration.

## Les Salons
La liste des œuvres évoquées par Diderot, accompagnée d'une présentation des œuvres et d'illustrations est disponible sur le site Utpictura18, qui fait référence sur la question (lire en ligne). Le site signale également, sur base des livrets, les oeuvres non évoquées par Diderot.
Au reste, certains tableaux évoqués par Diderot nous sont inconnus, ont disparu ou portent un titre qui ne permet pas de les identifier.

### Salon de 1759
Analyse

### Salon de 1761
Avis de Diderot dans le Salon de 1761.

### Salon de 1763
Diderot opère une mise en scène de lui-même, devant les tableaux, sur sa table d'écriture : « Et puis encore une petite digression, s'il vous plaît. Je suis dans mon cabinet, d'où il faut que je voie tous ces tableaux. Cette contention me fatigue, et la digression me repose. » Il rapporte d'abord certaines réactions du public mais aussi les siennes : « Je sentis, […], mon âme s'attendrir et des pleurs prêts à tomber de mes yeux. » Ainsi, des anecdotes au passé simple d'aspect bref et ponctuel renforcent l'idée de narration d'une action soudaine. Dans ce même but de rapprocher le lecteur au moment décrit, Diderot recourt à une certaine forme de dialogue qui procède à l'actualisation du propos. Certains déictiques comme « vous », « mon ami », qui s'adressent à M. Grimm (commanditaire des Salons), peuvent également s'élargir aux lecteurs qui recevaient la revue sous forme de lettre. En effet, les Salons gardent une dimension épistolaire. Les nombreuses apostrophes à son ami ou aux « modernes » mettent en avant la présence d'un destinataire. Comme dit plus haut, l'auteur montre qu'il rédige dans son cabinet, dans un temps qui suit la visite du salon, mais use tout de même du présent de narration. Le caractère posthume de la rédaction est ici un fait reconnu : « Venons à la description que vous m'en demandez. »
- L'imitation de la nature

Dans le Salon de 1763, on observe la récurrence du thème de la ressemblance dans le travail de l'artiste, une isotopie de l'imitation du monde. À travers un retour sur les origines de la peinture et son but, l'auteur porte une réflexion sur l'art du portrait qu'il estime devoir d'abord correspondre au modèle, mais aussi avoir un certain trait de beauté « pour la postérité » : « Il faut qu'un portrait soit ressemblant pour moi, et bien peint pour la postérité. »
Le procédé le plus flagrant de la volonté de Diderot de vouloir dénoter son goût pour un art mimant le monde est l'usage du verbe « être », parfois dans son sens plein, celui d'exister, de nommer les choses, mais aussi dans le sens de la perception, la propriété entre le sujet et le prédicat :« C'est la nature même. » Sur le même plan, le présent, qui est le mode de la description, est le plus utilisé mais prend une valeur laudative, voir de vérité générale. « Le Mariage de la Vierge est la plus belle composition qu'il y ait au Salon. » (Deshays) Il en est de même avec des adverbes ou des propositions nominales comme « parfaitement », « imite la nature ».
Diderot fait parfois preuve d'« athéisme pictural », en parlant de la beauté dans la nature, notamment dans les paysages de Vernet, et en affirmant une large préférence de la scène mythologique, ou des motifs plus triviaux par rapport aux sujets sacrés.
En effet, l'article qui est consacré à Vernet se construit par un enchaînement anaphorique de « s'il » qui lui attribue le pouvoir d'imiter les substances et les textures au plus proche du réel. Dans les Pensées détachées sur la peinture, l'auteur résume : « Le talent imite la nature. » Ce que Vernet semble faire de manière spectaculaire : « S'il élève un brouillard, la lumière en est affaiblie, et à son tour toute la masse vaporeuse en est empreinte et colorée. » Son art, comme pour d'autres, est de reproduire le monde tant et si bien que les sujets de ses tableaux prennent vie. Il devient une figure divine, un maître créateur : « S'il met des hommes en action, vous les voyez agir. »
Le propre de l'art de Vernet est aussi de reproduire des paysages qui racontent une histoire par la multiplicité des personnages, des situations et des détails illustrée par l'accumulation d'exemple en « s'il » de Diderot : « Quelle immense variété de scènes et de figures ! »
Le rapport de l'imitation de la nature avec l'ambition descriptive se tient surtout dans le lien que peut faire le lecteur à partir d'un référent connu. Lorsque Diderot écrit : « La robe de chambre de l'artiste fait la soie à merveille. » (Louis-Michel Van Loo) le lecteur se figure le tissu qu'il connaît et s'imagine plus aisément les détails de l'œuvre.
Comparer un tableau avec un ensemble d'objet connu apporte la certitude au philosophe de toucher son lecteur de manière simple et directe. Lorsque les mots manquent, la comparaison reste un moyen détourné mais suffisamment imagé pour se faire comprendre du plus grand nombre et c'est ainsi qu'il montre ce que ses propres yeux ont vu.
- Défendre l'école moderne

Le recours à des références partagées, exophores mémorielles, permet au lecteur de la revue de situer le sujet. De fait, Diderot peut situer le tableau dont il parle par l'opposition à ces références collectives qu'il regroupe dans « les Anciens », de manière à le détacher de ceux-là et en accentuer la nouveauté, la singularité. « Avec tout cela me direz-vous, quelle comparaison avec Van Dyck pour la vérité ; avec Rembrandt pour la force ? » (Van Loo) ; « La France peut se vanter de son Vernet à aussi juste titre que la Grèce de son Apelle et de son Zeuxis, et que l'Italie de ses Raphaëls, de ses Corrèges et de ses Carraches. »
« N'est-ce pas une façon de juger bien étrange que de ne regarder les Anciens que par leurs beaux côtés, […] et que de fermer les yeux sur leurs défauts, et de n'avoir au contraire les yeux ouverts que sur les défauts des Modernes, et que de les tenir opiniâtrement fermés sur leurs beautés ?»(Van Loo) Ce chiasme très travaillé met en avant la mauvaise foi que subissent les artistes par la constante comparaison avec leurs prédécesseurs. La subjectivité permanente de Diderot se fait sentir dans la défense qu'il prend dans la querelle des anciens et des modernes, où pour détacher l'un de l'autre, il en souligne les différences. Ainsi, les tableaux que les lecteurs de la revue reconnaissent et se figurent servent de référentiel pour placer ceux dont parle Diderot dans une esthétique autre et les démarquer.
D'autre part, les questions rhétoriques peuplent grandement les Salons. Leur valeur implicitement affirmative, amène le public à prendre une décision, même à adhérer à l'avis de Diderot. Ces questions visent à pointer une évidence, un point qui tombe sous le sens dans l'esprit de l'auteur et donc incite le lecteur à rejoindre la pensée de l'auteur. C'est une sorte de rhétorique de la défense.
Deshays
« Avez-vous rien vu de plus voluptueux ? »
Cela dit, l'héritage antique n'est pas nié. Dans l'introduction, le philosophe prend l'exemple de l'Antiquité comme âge d'or de la culture et des arts, où la concurrence stimulait l'artiste et faisait progresser l'art. Diderot reste attaché à l'éducation par les arts, aux bienfaits de la concurrence artistique. Cependant, une différence qui fait poids réside dans le sujet.
Pour Diderot, Greuze surtout illustre la vertu : « D'abord le genre me plaît. C'est la peinture morale », mais pas n'importe laquelle, celle du peuple, des gens simples, des villageois. Il est ainsi en parfaite corrélation avec l'esprit des Lumières et son idéal d'égalité entre les hommes. Pour exemple de la morale de Greuze, La Piété filiale, qui met en scène une famille de condition simple et humble de richesse, réunit autour d'un père mourant. Les expressions et les positions des autres personnages montrent la compassion de ceux-ci et développent l'idée de la bonne nature de l'Homme.
La Nouvelle Héloïse de Rousseau, publié en 1761 puis, plus tard Les Confessions (1782), amorcent un sentiment d'émotivité, de lyrisme simple et de sentiments sincères. Les scènes de Greuze bouleversent quand bien même elles ne sont pas des épisodes tragiques ou épiques de la mythologie ou de la bible. Ce que relève et apprécie Diderot, c'est le mélange, ou plutôt l'abolition des classes sociales face à l'art. Aux Salons, gratuits pour tous, l'aristocrate peut se tromper et « [les gens du monde] [jettent] un regard dédaigneux et distrait sur les grandes compositions » (Salon de 1763). L'homme plus modeste, du moins le curieux, l'humble amateur, est à l'égal de l'autre car, selon lui, le goût est une chose partagée.
Finalement, dans le Salon de 1763 comme dans les autres, l'écriture se substitue à la peinture. D'abord, en rendant le texte vivant jusqu'à se rapprocher du genre de l'ekphrasis, puis par d'autres stratégies littéraires comme le jeu sur la référence, et le rappel d'élément connu du monde, Diderot donne l'équivalent à lire des œuvres de l'exposition parisienne. Le compte rendu journalistique se détache de l'ekphrasis, évolue aussi, il en fait un objet de narration, au point de livrer une subjectivité évidente, il y a très peu de critique négative. Le Salon de 1763 fait l'objet d'un tri qui sera atténué par la suite dont l'écriture épidictique ne se limitera pas à l'éloge des pièces appréciées.

### Salon de 1765
La livraison de 1765 contient un passage désigné sous le nom d'Antre de Platon : prétendant ne pas avoir pu voir Corésus et Callirhoé, tableau de Fragonard qui fait l'objet de nombreux commentaires au Salon cette année-là, il remplace la description de ce tableau, que lui demande Grimm, par le compte rendu d'un rêve qu'il dit avoir fait après avoir lu Platon un soir : se retrouvant dans la caverne de Platon, il voit projeté devant lui des images qui correspondent en fait exactement au tableau de Fragonard.

#### LesEssais sur la peinture
Texte disponible sur Gallica

### Salon de 1767
Le Salon de 1767 contient un commentaire de 7 tableaux de Vernet, composé par Diderot comme une promenade. Par son unité et ses qualités littéraires, critiques, esthétiques et philosophiques, cette Promenade Vernet est considérée comme un texte indépendant et un des textes majeurs de l'écrivain.
Le Salon de 1767 était au programme du concours d'entrée 2009 de l'École normale supérieure lettres et sciences humaines pour l'épreuve de français.
Le Salon de 1767 était au programme du Bac de Français Métropole en 2023.

### Salon de 1769
Les Regrets sur ma vieille robe de chambre sont parfois considérés comme une introduction au Salon de 1769.

### Salon de 1771
La paternité du Salon de 1771 est contestée. Une part seulement du texte serait de Diderot.

## Publication
Ces Salons, restés manuscrits du vivant de Diderot, et lus en principe par les seuls abonnés de la Correspondance littéraire, loin de la France. Le nombre limité de lecteurs, par ailleurs étrangers, permit néanmoins à Diderot de conserver un ton très libre - critiquant parfois durement les artistes - qui valut aux Salons leurs premiers succès. Les Salons ne purent gagner un large public et influencer l'évolution de la critique qu'à partir de leur impression, qui fut progressive.
Premières éditions
- Salons de 1765 et 1767 : édition posthume des œuvres de Diderot établie par Jacques-André Naigeon, sur Gallica, vol. 13, Paris, 1800. Sur Google Livres : Salon de 1767.
- Salons de 1761 et 1769 : Supplément aux Œuvres de Diderot, Paris, Belin, 1819, respectivement p. 171 et p. 252.

Première édition de l'ensemble des Salons
Assézat-Tourneux (éd.), Diderot, Œuvres complètes, Paris, Garnier, 1875-1877, vol. x, xi et xii (lire sur Wikisource)
Éditions modernes
- Diderot, Salons, édition de Michel Delon, Paris, Gallimard, 2008, Folio classique  (ISBN 978-2070313853).
- Salon de 1765, édition critique et annotée présentée par Else Marie Bukdahl et Annette Lorenceau, Paris, Hermann, 1984. VIII-365 p.-[41] p. de pl.
- Ruines et paysages : Salons de 1767, textes établis et présentés par Else Marie Bukdahl, Michel Delon, Annette Lorenceau, Paris, Hermann, 1995. XI-563 p.-[36] p. de pl.
- Héros et martyrs : Salons de 1769, 1771, 1781, textes établis et présentés par Else Marie Bukdahl, Michel Delon, Didier Kahn, Annette Lorençeau. Pensées détachées sur la peinture, texte établi et présenté par Else Marie Bukdahl, Annette Lorenceau, Gita May, Paris, Hermann, 1995. XXI-457 p.-[84] p. de pl.